# Chocobo
Il chocobo (チョコボ?, chokobo) è un animale presente nella saga di videogiochi di ruolo Final Fantasy di cui è elemento tipico e mascotte assieme al Moguri.

## Caratteristiche
I Chocobo sono enormi uccelli simili a gallinacei, facilmente addomesticabili dato il loro carattere mite, ma comunque intelligenti. Appaiono coperti da un denso e morbido piumaggio dal colore generalmente giallo, ma che in taluni videogiochi può essere anche verde, blu, nero o color oro. Sono muniti di un vistoso becco e di ali (che però solitamente non usano per volare) ed emettono un particolare verso, simile a un "kuè" derivante dallo starnuto della gallina. Solitamente li si può trovare in prossimità o all'interno di boschi, che prendono il caratteristico nome di Chocobosco ma in molti episodi sono soliti abitare presso piane o radure; in altre occasioni ancora non mancheremo di trovarli in cattività e avremo la possibilità di catturarli. I Chocobo hanno delle zampe abbastanza forti da sferrare potenti calci e che li rendono molto veloci nella corsa, motivo per cui sono spesso usati per le gare. Alcuni di questi animali possiedono delle abilità speciali (in alcuni capitoli esplicitate dal colore dell'animale), che permettono di raggiungere luoghi altrimenti irraggiungibili, di non incontrare nemici casuali, di trovare oggetti rari scavando. Si nutrono principalmente di Erba Ghisal ma mangiano anche semplici noci e semi. I cuccioli di Chocobo, presenti in Final Fantasy VIII, vengono chiamati Kochocobo.

## Ruolo del Chocobo
Il suo uso più comune consiste nel cavalcarlo per girovagare nella mappa da gioco (a tal fine, l'animale è munito di apposite briglie), anche se non mancano altri usi nella saga: come corridore, come cacciatore di tesori, come animale da soma o motore di astronavi. È presente in quasi tutti gli episodi della serie Final Fantasy e in alcuni titoli collegati:
- Anche se non ancora presenti in Final Fantasy I, i Chocobo sono raffigurati sotto forma di statua all'interno del castello di Cornelia.
- In Final Fantasy II, dove fa la sua prima comparsa, il Chocobo può essere trovato in un bosco e cavalcato per spostarsi velocemente nella mappa del mondo. Appena il protagonista smonta l'animale ritorna al bosco.
- In Final Fantasy III si possono acquistare delle verdure di Ghisal che consentono di richiamare questi animali. Si possono trovare principalmente in alcune foreste della mappa del mondo ed il loro utilizzo rimane immutato rispetto al precedente episodio. È presente anche sotto forma di evocazione.
- In Final Fantasy IV sono presenti come nei precedenti capitoli ma si possono trovare anche rari esemplari di colore bianco in grado di curare la squadra, e nero in grado di volare.
- In Final Fantasy V è presente Boko, fedele compagno del protagonista che lo seguirà ovunque. Più avanti nel gioco anche qui incontreremo un chocobo nero in grado di volare e raggiungere luoghi prima inaccessibili.
- In Final Fantasy VI si possono trovare solo chocobo di allevamento che potremo noleggiare nelle scuderie. Fanno anche la loro comparsa i "Cavalieri di chocobo" facenti parte di alcuni eserciti. Infine, in questo capitolo della saga, i chocobo compaiono in battaglia, nella combinazione slot di Setzer Gabbiani "Rodeo di chocobo".
- In Final Fantasy VII potranno essere catturati solo a seguito di un combattimento. Sono rintracciabili nella mappa grazie alle impronte lasciate. Gli esemplari catturati possono venir accoppiati per generare esemplari potenziati come ad esempio il chocobo dorato, in grado di raggiungere ogni tipo di terreno o zona. Può essere anche evocato durante i combattimenti per danneggiare i nemici.
- In Final Fantasy IX è presente sempre come cavalcatura e in alcune zone particolari (Chocobosco, Chocogolfo e Chocoaeroparco) è possibile giocare delle missioni secondarie di caccia al tesoro. Durante la storia cambierà il suo colore da giallo ad azzurro, rosso, blu e infine dorato modificando anche le sue abilità. In questo capitolo si potrà vedere anche un uovo di chocobo e dei chocobo utilizzati come forza lavoro nelle fabbriche.
- In Final Fantasy X saranno utilizzati esclusivamente per muoverci più velocemente ed evitare i nemici, esclusivamente nel luogo detto Piana della Bonaccia.
- In Final Fantasy X-2 ha un ruolo secondario però può, ad esempio, essere inviato per il mondo in cerca di oggetti: più il livello è alto e più oggetti vengono riportati.
- In Final Fantasy XI si possono noleggiare per muoverci nella mappa dopo aver completato l'apposita quest.
- In Final Fantasy XII quelli di colore giallo sono largamente utilizzati sia militarmente che come animale da soma. Sono dunque presenti come cavalcature (permettendoci di passare per passaggi segreti) ma allo stato selvatico potremo trovare esemplari aggressivi di colore marrone, verde, nero e rosso. Sono presenti anche altri esemplari speciali.
- In Final Fantasy XIII li troveremo rinchiusi nello zoo o in libertà nelle pianure, dove potremo con il completamento di alcune missioni cavalcarli per raggiungere luoghi particolari. È presente anche un cucciolo di Chocobo che non si separa mai da Sazh, uno dei protagonisti.
- In Final Fantasy XIII-2 si incontrano invece in vari luoghi e possono essere cavalcati dando loro in cambio un oggetto detto "Erba Ghisal": cavalcandoli non si incontrano mostri.
- In Lightning Returns: Final Fantasy XIII, un Chocobo bianco è protagonista di alcune missioni secondarie, come cavalcatura e come ospite durante i combattimenti.
- In Final Fantasy XIV sono presenti ed hanno il ruolo di cavalcatura. Dall'espansione Heavensward sono anche in grado di volare.
- In Final Fantasy XV è possibile gareggiare con essi.
- In Final Fantasy XVI sono presenti Chocobo selvatici di colore marrone che non attaccheranno il giocatore se non per difesa. È presente anche un Chocobo bianco di nome Ambrosia, cavalcatura personale del protagonista Clive, utilizzabile per spostarsi velocemente nelle aree aperte dopo aver completato la relativa missione. I Chocobo che accompagnano Ambrosia sono di colore giallo e vengono utilizzati come cavalcatura dai restanti membri del party.
- Sono inoltre presenti anche all'interno di altri spin-off della serie dove potremo utilizzarli in modo simile degli episodi sopra descritti, mentre in altri il Chocobo sarà il diretto protagonista.

Per mettere ancor più in risalto la sua importanza nella saga, il compositore Nobuo Uematsu ha creato per questo pennuto un tema musicale, la Chocodance, presente nella quasi totalità dei capitoli, dove il ritornello rimane invariato, mentre cambiano invece il ritmo e gli strumenti utilizzati.

## Kochocobo
```
Il 
Kochocobo
 è una sottospecie del Chocobo (o un suo cucciolo).
```

Letteralmente, Kochocobo significa piccolo chocobo. Esso infatti è la versione più piccola per dimensioni del chocobo. Le sue caratteristiche quindi, a parte le dimensioni, sono equivalenti a quelle del chocobo.

La sua presenza, in tutta la saga, è più marginale rispetto al chocobo.

## Chocobo World
Chocobo World è un minigioco presente in Final Fantasy VIII.

Esso permette di controllare il piccolo chocobo Boko durante le sue avventure, nelle quali, oltre agli ormai consueti mostri, incontrerà i suoi amici Mog e Kyactus. In questo minigioco si possono ottenere diversi oggetti rari (o addirittura esclusivi) da utilizzare nel gioco principale, tra cui alcuni potenziamenti per le Guardian Force. È possibile inoltre potenziare il livello di attacco di Boko, che nel gioco principale compare come evocazione speciale tramite l'utilizzo delle Erbe Ghisal.

Nella versione di Final Fantasy VIII per PlayStation è possibile giocarci solo tramite PocketStation, accessorio per la console della Sony in vendita solo in Giappone, ma comunque compatibile con le versioni occidentali del titolo. Nella prima versione per PC, uscita nel 2000 e riproposta su Steam nel 2013, è disponibile come programma separato avviabile da dentro il titolo principale. Nella versione Remastered di Final Fantasy VIII uscita nel 2019, invece, è stato rimosso del tutto, ma gli oggetti esclusivi sono stati inseriti tra quelli ottenibil grazie all'abilità "Angelo Trovatutto".